# 아즐란 무히부딘 샤흐
아즐란 무히부딘 샤(말레이어: Azlan Muhibbuddin Shah, 1928년 4월 19일 ~ 2014년 5월 28일)는 페락주의 제34대 술탄이자, 말레이시아의 제9대 양디-퍼르투안 아공(국왕)이었다. 왕실 출신 아버지와 평민 출신 어머니의 아들로 태어나, 페락 주에서 자랐다. 학창 시절 필드하키를 즐겼으며, 후에 페락 필드하키 팀에서 활동했다. 후에 영국으로 건너가 그곳에서 변호사가 되려고 노력했다. 말레이시아로 귀국한 후 판사가 되었으며, 법령상 위계(legal ranks)를 넘어 빠르게 성장하였다. 1965년 말라야 대법원의 판사로 임명되었으며 1982년 말레이시아의 최고 사법기관인 연방법원의 최고 민사 법원장으로 임명되었는데 둘 다 최연소라는 기록을 갖게 되었다.
1984년 술탄으로 재직하던 삼촌이 급서하신 후, 아즐란은 페락 주의 새 술탄으로 추대되었다. 1989년 말레이시아의 양디-퍼르투안 아공으로 선출되었으며 5년간 재직한 뒤 다시 페락 주 술탄직에 복귀하였다. 2009년 페락 헌법 위기 때 주의회의 해산을 저지하기 위해 왕실의 권력을 이용했다. 궁극적으로 그가 이끌었던 법률은 제대로 행해졌다.
재직 중 36개의 명예(말레이시아 및 그 밖의 나라)를 수상받았다. 수많은 건물들과 프로젝트들의 이름, 심지어는 곤충의 속(屬)조차 그의 이름이 명명되었다. 생전 집뿐 아니라 해외에서도 필드하키를 즐겼던 그는 "말레이시아 하키의 아버지"로 알려졌으며, 수많은 단체들의 후원자이기도 했다. 2014년 5월 28일 국립심장연구소에서 향년 86세로 서거하였으며, 가수 파우지아흐 라티프(페락 출신) 등의 추모가 이어졌다. 부인 투앙쿠 바이눈 빈티 모하마드 알리와의 사이에 5명의 자녀를 두었다.

## 생애
1928년 4월 19일 페락 주 바투가자흐의 캄풍망기스에서 태어났다. 왕실원인 아버지 술탄 유수프 이주딘 샤흐 이브니 알마르훔 술탄 압둘 잘릴 카라마툴라흐 나시루딘 무흐타람 샤흐 라지알라흐(1948년~1963년 재위)와 평민 어머니 토흐 푸안 브사르 하티자흐 빈티 토흐 인드라 왕사 아흐마드의 아들로서, 왕실과 무관한 어머니의 밑에서 자랐다.
영어 공립학교인 바투가자흐술탄유수프중학교에서 중등교육을 받다가, 쿠알르캉사르의 말레이대학교에서 대학교육을 받았다. 후에 노팅엄 대학교에서 법학을 전공했으며, 1953년 법학 학위를 땄다. 학창 시절 그는 필드하키에 관심을 갖았으며 교내 필드하키 팀에서 활동하기도 했는데, 여기서 맺어진 인연은 그가 죽을 때까지 아어졌다. 나중에 그는 페락 팀을 위해 뛰었다.

### 법률 활동
1954년 11월 23일 잉글리쉬 바(English Bar)에 공인되었다. 말레이시아로 귀국한 후 페락 주의 국무차관이 되었다. 말라야 연방의 사법 및 법률 기관에서 활동하였으며 곧 형사 법원장이 되었다. 법령상 위계를 넘어 빠르게 성장하였으며, 연방 법률 고문인 겸 부공소관, 파항 주의 법률고문, 말라야 대법원 소장 및 말레이시아 연방법원의 부소장에 올랐다.
37세였던 1965년 말라야 대법원의 최연소 판사로 임명되었다. 1973년 연방법원의 판사로 임명되었다. 1979년 말라야 대법원의 수석재판관으로 임명되었다. 1982년 11월 12일 연방법원의 최연소 최고민사법원장(말레이시아 사법부의 최고직위)으로 임명되었다.